# Fecha de nacimiento de Jesús

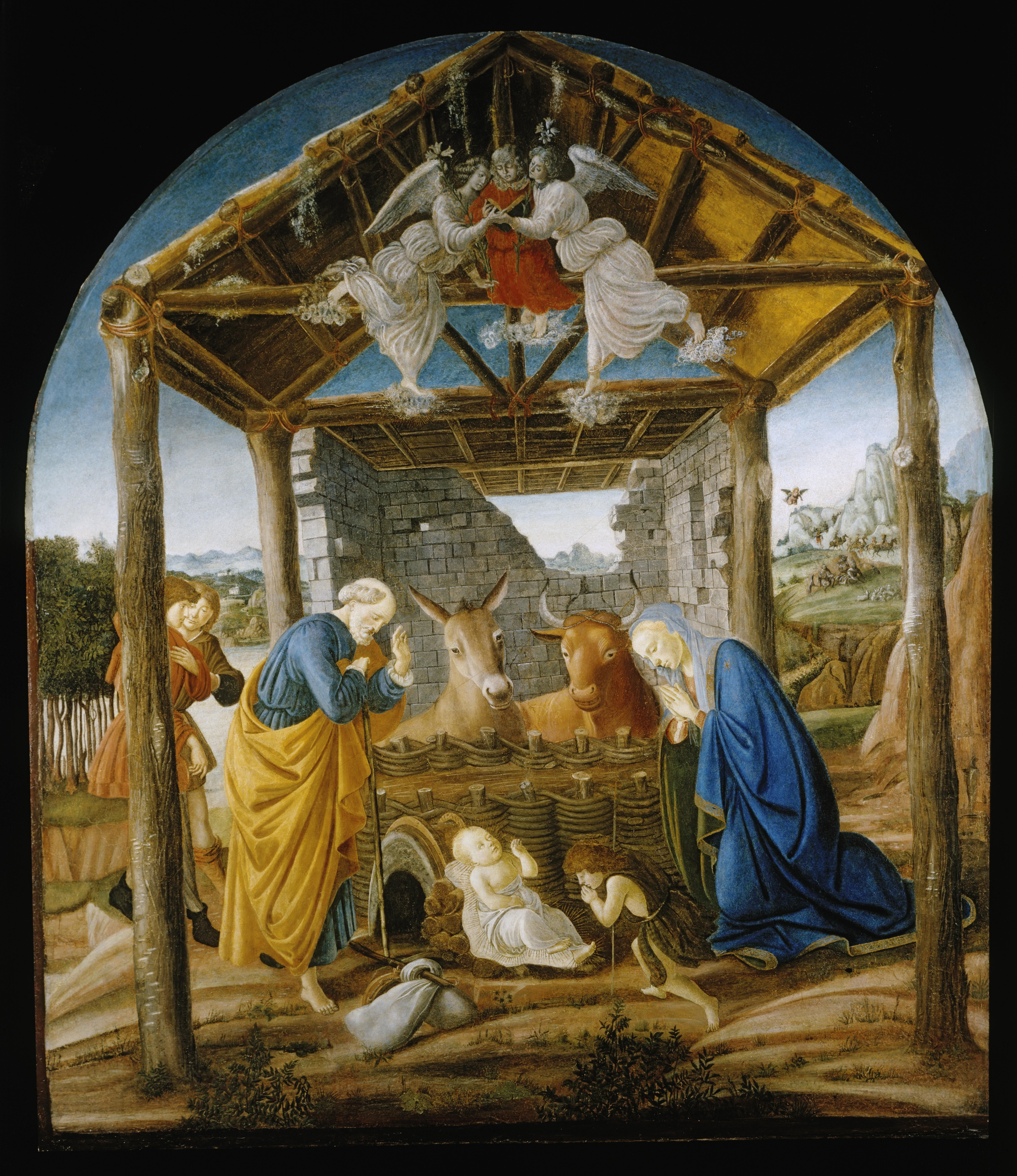
Natividad de Jesús, de Botticelli (c. 1473–1475).

La fecha de nacimiento de Jesús no se indica en los evangelios ni en ninguna referencia histórica, pero la mayoría de los teólogos asumen un año de nacimiento entre el  7 a. C. y el 4 a. C. La evidencia histórica es demasiado incompleta para permitir una datación definitiva, pero el año se estima a través de tres enfoques diferentes:
(a) mediante el análisis de referencias a eventos históricos conocidos mencionados en los relatos de la natividad en los evangelios de Mateo y Lucas;
(b) trabajando en retrospectiva desde la estimación del comienzo del ministerio de Jesús;
(c) alineaciones astrológicas o astronómicas. El día o la temporada se han estimado mediante varios métodos, incluyendo la descripción de los pastores cuidando de sus ovejas.

## Año de nacimiento

### Registros del nacimiento de Jesús

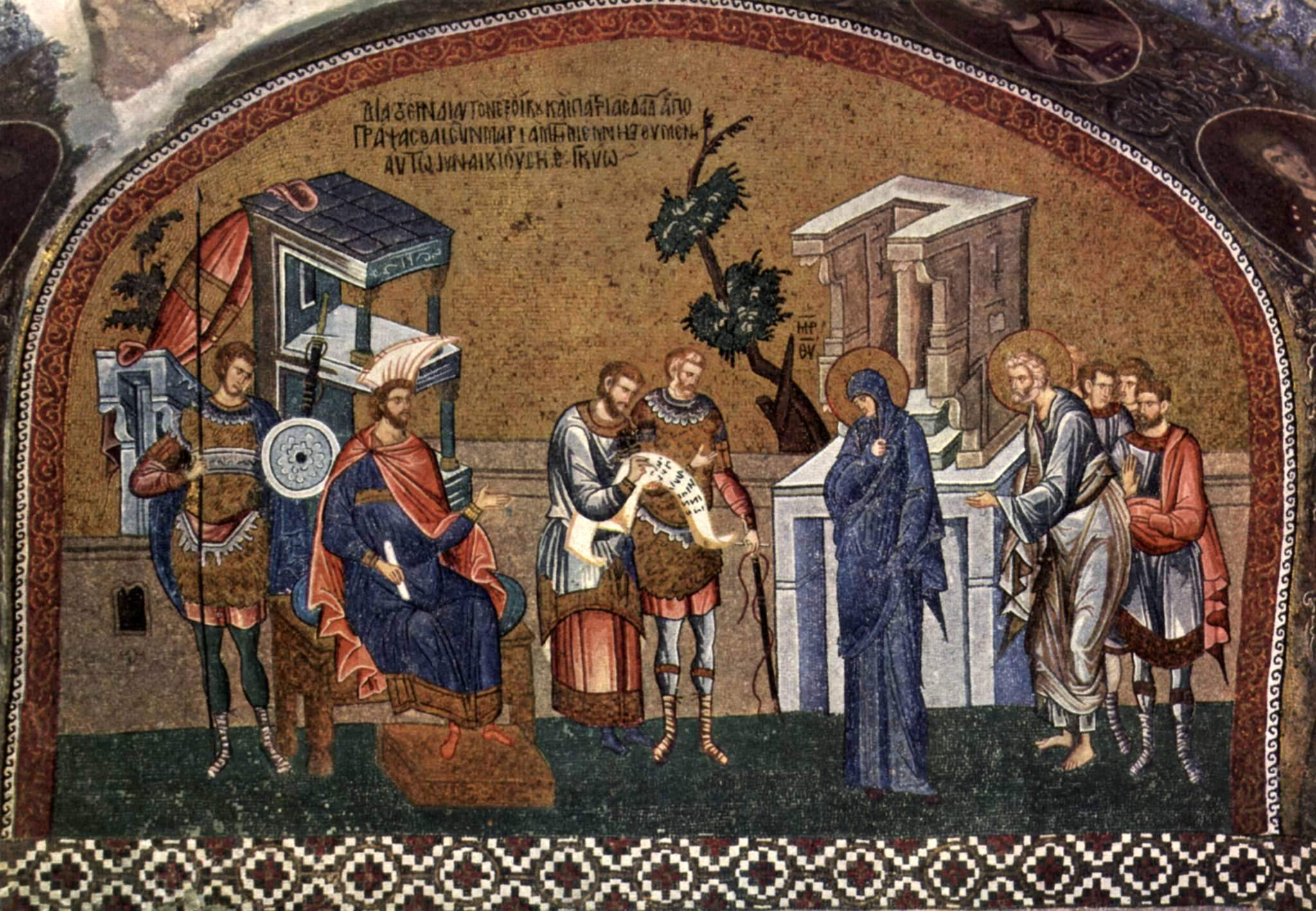
María y José se registran para el censo bajo el gobernador Quirino. Mosaico bizantino (c. 1315).

El teólogo alemán Karl Rahner señala que los evangelios, en general, no proporcionan suficientes detalles de fechas para satisfacer las demandas de los historiadores modernos. Así, los relatos de la natividad en los evangelios del Nuevo Testamento de Mateo y Lucas no mencionan una fecha o época del año para el nacimiento de Jesús. El también teólogo Marcus Borg afirma que la mayoría de los estudiosos no consideran los registros de la natividad de Lucas y Mateo como históricamente fácticos. Por esta razón, no se los considera un método fiable para determinar la fecha de nacimiento de Jesús. Rahner añade que los autores de los evangelios generalmente se enfocaron en elementos teológicos más que en cronologías históricas.
Tanto Mateo como Lucas asocian el nacimiento de Jesús con la época de Herodes el Grande. Mateo 2:1 señala que «Jesús nació en Belén de Judea en días del rey Herodes». También da a entender que Jesús pudo tener hasta dos años en el momento de la visita de los magos (Magi), porque Herodes ordenó el asesinato de todos los niños hasta la edad de dos años, «conforme al tiempo que había inquirido de los magos» (Mateo 2:16). En adición, si la frase de Lucas 3:23 «Jesús mismo al comenzar su ministerio era como de treinta años» se interpreta en el sentido de 32 años, esto podría coincidir con una fecha de nacimiento justo dentro del reinado de Herodes, quien murió en el 4 a. C.
Lucas 1:5 menciona el reinado de Herodes poco antes del nacimiento de Jesús, y ubica el nacimiento durante el censo de Quirino, mencionado por el historiador judío Josefo en su libro Antigüedades judías (escrito c. 93 d. C.), fechándolo alrededor del año 6 d. C., al indicar que la gobernación de Siria de Quirino/Cirenio comenzó en ese año y se llevó a cabo un censo durante su mandato en algún momento entre 6 y 7 d. C.
Dado que Herodes murió varios años antes de este censo, la mayoría de los eruditos descartan el censo y generalmente aceptan una fecha de nacimiento entre 6 y 4 a. C., el año en el que murió Herodes. Tertuliano sostuvo, unos dos siglos más tarde, que se realizaron otros censos en todo el mundo romano bajo Saturnino al mismo tiempo. Algunos eruditos y comentaristas bíblicos creen que los dos relatos se pueden armonizar, argumentando que el texto de Lucas puede leerse como «censo antes de que Cirenio [Quirino] fuera gobernador de Siria», es decir, que Lucas en realidad se estaba refiriendo a un censo completamente diferente. Sin embargo la mayoría de los académicos rechaza estos argumentos.

### Otros registros evangélicos

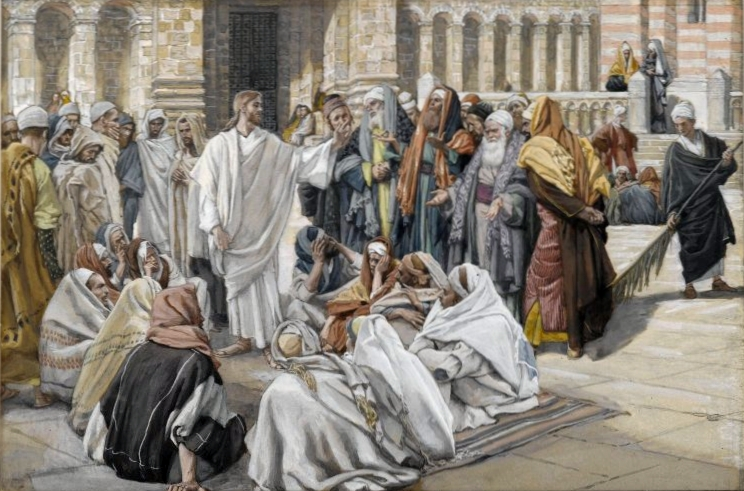
Disputa de Jesús y los fariseos, de James Tissot (c. 1890).

Otro enfoque para estimar el año de nacimiento de Jesús se basa en un intento de trabajar en retrospectiva desde el momento en que comenzó a predicar, usando la declaración en Lucas 3:23 de que «era como de treinta años» en ese momento. Jesús comenzó a predicar después de ser bautizado por Juan el Bautista y, según Lucas, Juan solo comenzó a bautizar personas en «el año decimoquinto del imperio de Tiberio César» (Lucas 3:1-2), lo que los eruditos estiman sitúe el año aproximadamente entre el 28 y el 29 d. C. Al trabajar en retrospectiva a partir de esto, parecería que Jesús probablemente nació no más tarde del año 1 a. C. Otra teoría es que la muerte de Herodes fue tan tarde como después del eclipse de enero de 1 a. C. o incluso en 1 d. C., después del eclipse que ocurrió en diciembre de 1 a. C.
Esta fecha es confirmada independientemente por una referencia en el Evangelio de Juan (Juan 2:20), que señala que el Templo estaba en su cuadragésimo sexto año de construcción cuando Jesús comenzó su ministerio durante la Pascua, que corresponde aproximadamente al 27-29 d. C., según estimaciones académicas.

## Día y temporada

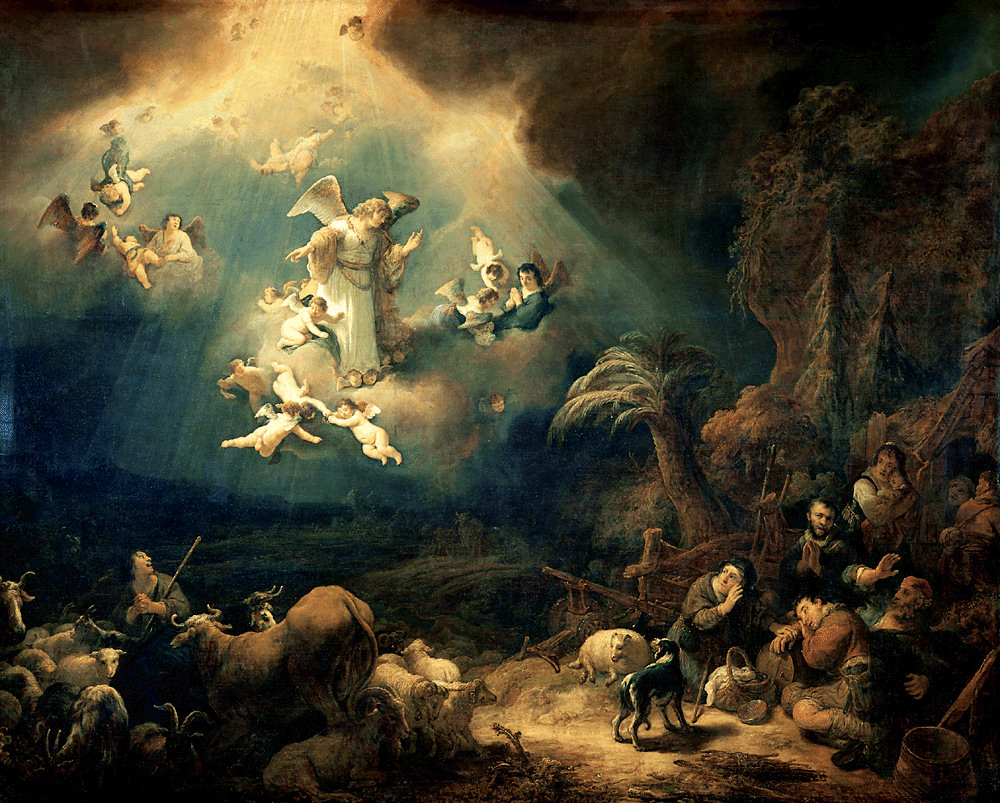
El ángel apareciendo a los pastores, de Govert Flinck (1639).

A pesar de la celebración moderna de la Navidad en diciembre, ni el Evangelio de Mateo ni el Evangelio de Lucas mencionan una temporada para el nacimiento de Jesús. Se han hecho argumentos eruditos sobre si los pastores habrían estado pastando su rebaño durante el invierno, con algunos estudiosos desafiando un nacimiento invernal para Jesús y algunos defendiendo la idea citando la suavidad de los inviernos en el antiguo Israel y las reglas rabínicas con respecto a las ovejas cerca de Belén antes de febrero.
Alexander Murray sostiene que la celebración de la Navidad como el día del nacimiento de Jesús se basa en una fecha de una fiesta pagana en lugar de un análisis histórico. Saturnalia, la fiesta romana de Saturno, se asoció con el solsticio de invierno. Saturnalia se celebraba el 17 de diciembre del calendario juliano y luego se expandió con festividades hasta el 23 de diciembre. La festividad se celebró con un sacrificio en el Templo de Saturno y en el Foro Romano, así como con un banquete público, seguido de obsequios privados, fiestas continuas y una atmósfera de carnaval que trastocaba las normas sociales romanas. La fiesta romana de Natalis Solis Invicti también se ha sugerido, ya que se celebró el 25 de diciembre y se asoció con algunos emperadores destacados. Es probable que la fecha de la fiesta cristiana (católica) fuera elegida por el marcado contraste y triunfo de Cristo sobre el paganismo; de hecho, los nuevos conversos que intentaron introducir elementos paganos en las celebraciones cristianas fueron severamente reprendidos.
Alternativamente, el 25 de diciembre puede haber sido seleccionado debido a su proximidad al solsticio de invierno debido a su significado teológico simbólico. Después del solsticio, los días comienzan a alargarse con más horas de luz solar, lo que los cristianos consideran como la representación de la Luz de Cristo entrando en el mundo. Este simbolismo se aplica igualmente a la celebración de la Natividad de Juan el Bautista el 24 de junio, cerca del solsticio de verano, basada en el comentario de Juan sobre Jesús: «Es necesario que él crezca, pero que yo mengüe» (Juan 3:30).
En los siglos I y II, el Día del Señor (domingo) fue la primera celebración cristiana e incluyó una serie de temas teológicos. En el siglo II, la resurrección de Jesús se convirtió en una fiesta separada (ahora llamada Pascua) y en el mismo siglo comenzó a celebrarse la Epifanía en las Iglesias orientales el 6 de enero. La fiesta de la Natividad, que más tarde se convirtió en Navidad, fue una fiesta del siglo IV en la Iglesia occidental, especialmente en Roma y el norte de África, aunque no se sabe exactamente dónde y cuándo se celebró por primera vez.
La fuente más antigua que indica el 25 de diciembre como la fecha de nacimiento de Jesús es probablemente un libro de Hipólito de Roma, escrito a principios del siglo III. Basó su punto de vista en la suposición de que la concepción de Jesús tuvo lugar en el equinoccio de primavera, que Hipólito fechó en el 25 de marzo, y luego agregó nueve meses para calcular la fecha de nacimiento. Esa fecha se utilizó luego para la celebración de Navidad.
Juan Crisóstomo también abogó por una fecha del 25 de diciembre a fines del siglo IV, basando su argumento en la suposición de que la ofrenda de incienso mencionada en Lucas 1:8-11 se refiere a la ofrenda de incienso por un sumo sacerdote en Yom Kipur (principios de octubre) y contando quince meses hacia adelante. Sin embargo, esto fue muy probablemente una justificación retrospectiva de una elección ya hecha en lugar de un intento genuino de derivar la fecha de nacimiento correcta.
Por último, el 25 de diciembre podría ser una referencia a la fecha de la Fiesta de la Dedicación, que se produce el 25 de Kislev del calendario judío. Esto requeriría que los primeros cristianos simplemente tradujeran Kislev directamente a diciembre.